# Комплекс видов

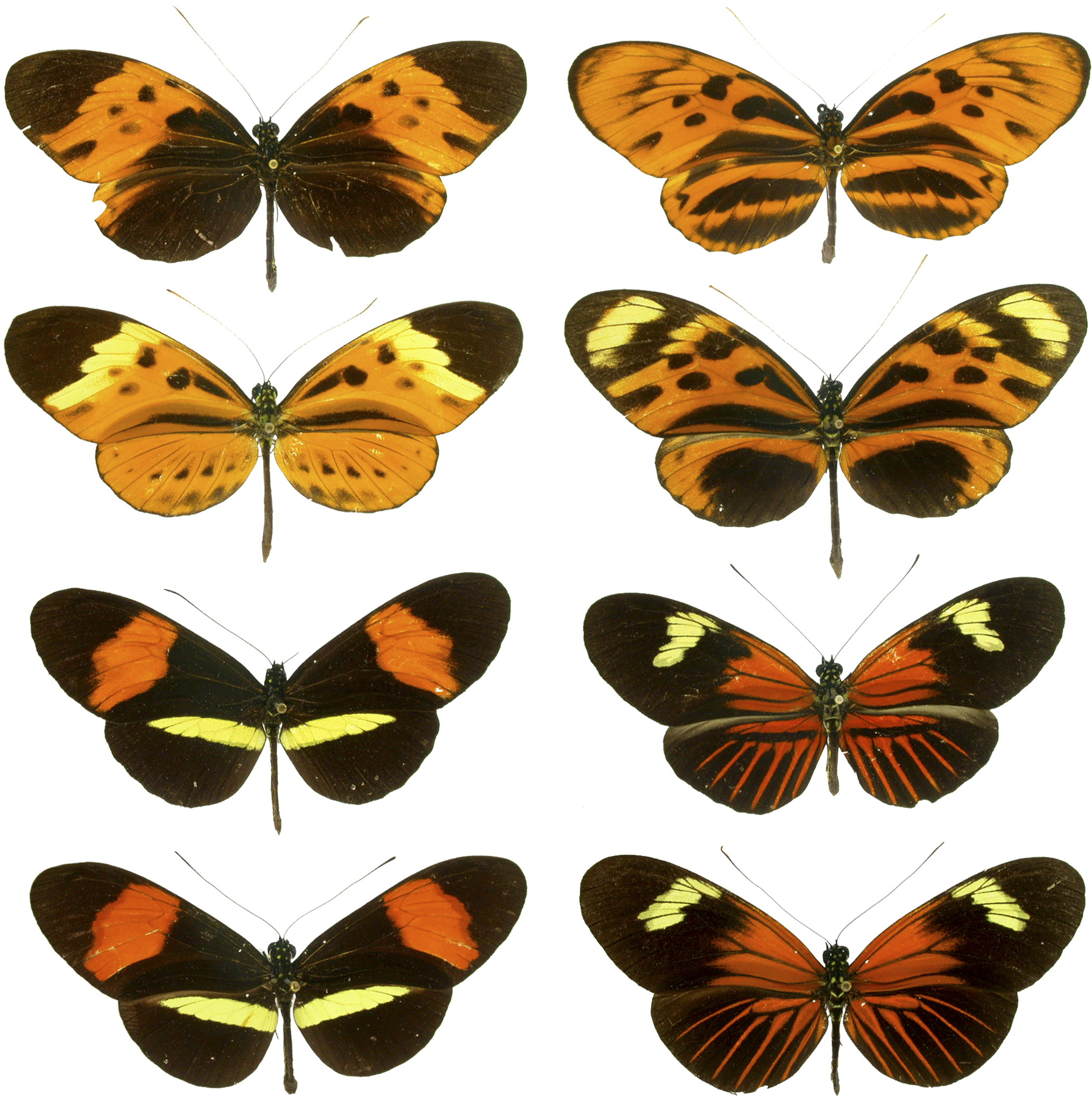
Род бабочек Heliconius содержит несколько чрезвычайно трудноотличимых видов

Комплекс видов — группа близкородственных видов, настолько сходных между собой, что неясно, где пролегает граница между ними и как их уверенно различить. Комплекс могут образовывать два вида и более. Существует несколько таксономических терминов, являющихся синонимами, употребляемыми также для обозначения этой ситуации.
В зоологии для указания в научном названии вида название комплекса должно быть заключено в круглые скобки, написано полностью и начинаться со строчной буквы. Это название не входит в число слов в биномене или триномене.

## Эволюция и экология

Комплекс видов в типичном случае образует монофилетическую группу, разделившуюся относительно недавно, как это видно на данном филогенетическом древе

Входящие в комплекс виды обычно лишь недавно разделились, что иногда позволяет восстановить процесс видообразования. Также это обстоятельство может иметь значение для сохранения видов. Например, жирафу как виду ничто не угрожает, однако для его популяций, генетические различия между которыми весьма велики, так что они могли бы быть сочтены отдельными видами, угрозы существуют. Таким образом, признание популяционных отличий между жирафами видовыми различиями может полностью изменить ситуацию с угрозой для их (этих видов) существования.